# Theresa Randle
Theresa Ellen Randle (Los Angeles, 27 december 1964) is een Amerikaanse actrice.

## Biografie
Randle heeft gestudeerd aan de Beverly Hills College in Beverly Hills. In het laatste jaar van haar studie begon zij met acteren in lokale theaters en commercials. 

## Filmografie

### Films
- 2020 Bad Boys for Life - als Theresa Burnett
- 2010 Shit Year – als Marion
- 2006 The Hunt for Eagle One: Crash Point – als kapitein Amy Jennings
- 2006 The Hunt for Eagle One – als kapitein Amy Jennings
- 2003 Bad Boys II – als Theresa Burnett
- 2000 Livin' for Love: The Natalie Cole Story – als Natalie Cole
- 1997 Spawn – als Wanda Blake
- 1996 Space Jam – als Juanita Jordan
- 1996 Girl 6 – als meisje 6
- 1995 Bad Boys – als Theresa Burnett
- 1994 Beverly Hills Cop III – als Janice
- 1993 Sugar Hill – als Melissa
- 1993 CB4 – als Eve
- 1992 Malcolm X – als Laura
- 1991 Jungle Fever – als Inez
- 1991 The Five Heartbeats – als Brenda
- 1990 King of New York – als Raye
- 1990 The Guardian – als Arlene Russell
- 1990 Heart Condition – als Maitre D' van Ciao Chow club
- 1989 Easy Wheels – als Ace
- 1987 Near Dark – als vrouw in auto
- 1987 Maid to Order – als Doni

### Televisieseries
Uitgezonderd eenmalige gastrollen.
- 2007 State of Mind – als Cordelia Banks – 8 afl.
- 2006 Law & Order: Criminal Intent – als assistente-officier van justitie Patricia Kent – 2 afl.

- Bibsys: 7036925
- Biblioteca Nacional de España: XX1297962
- Bibliothèque nationale de France: cb140280451 (data)
- Gemeinsame Normdatei: 1241364877
- International Standard Name Identifier: 0000 0000 7823 4879
- Library of Congress Control Number: no00026488
- Nederlandse Thesaurus van Auteursnamen: 155305328
- Système universitaire de documentation: 224677241
- Virtual International Authority File: 24801074
- WorldCat: E39PBJwtq8cQgCPcYk4jjk3WjC